# Irena Kotowicz-Borowy
Irena Kotowicz-Borowy (ur. 6 października 1952 w Warszawie, zm. 25 stycznia 2017) – polska socjolog wsi, etnograf, publicystka.

## Życiorys
Absolwentka Liceum Ogólnokształcącego im. J. Słowackiego w Warszawie (1971), Wydziału Ekonomiczno-Rolnego Szkoły Głównej Gospodarstwa Wiejskiego w Warszawie (1977) oraz Podyplomowych Studiów Etnografii Uniwersytetu Mikołaja Kopernika w Toruniu (1985) i Studiów Muzealnych na Wydziale Historii Sztuki Uniwersytetu Jagiellońskiego (1988). W 2001 uzyskała stopień naukowy doktora nauk humanistycznych na podstawie rozprawy Pobożanie. Geneza, przemiany i obraz kulturowy wsi drobnoszlacheckich północnego Mazowsza (Uniwersytet im. Adama Mickiewicza w Poznaniu, Wydział Historyczny; promotor: prof. dr hab. Anna Szyfer).
Dziennikarka Trybuny Mazowieckiej w Ciechanowie (1977–1979), od 1977 kierownik Działu Etnograficznego Muzeum Okręgowego w Ciechanowie (dziś: Muzeum Szlachty Mazowieckiej). Pracowała również na Wydziale Ekonomiczno-Rolniczym SGGW (Katedra Ekonomiki Edukacji, Komunikowania i Doradztwa; Zakład Dziedzictwa Kulturowego i Turystyki).
Autorka szeregu publikacji, w tym książki Honor to nie tylko słowo. Studium tożsamości kulturowej drobnej szlachty północnego Mazowsza (2005) oraz wydawnictwa albumowego Zaścianek. Siedliska drobnoszlacheckie na pograniczach (2005).
W 1980 zainicjowała przeglądy przebierańców zapustnych, które odbywają się do dziś pod nazwą Mazowieckie Zapusty. Była prezesem Towarzystwa Miłośników Opinogóry i Oddziału Północno-Mazowieckiego Polskiego Towarzystwa Ludoznawczego, działaczką Mazowieckiego Towarzystwa Kultury i PTTK. Odznaczona została Srebrnym Krzyżem Zasługi (2000).
Zmarła po krótkiej chorobie. Pochowana została na cmentarzu parafialnym w Opinogórze. W 2018 r. Oddział Północno-Mazowiecki PTL wydał pod red. Piotra Kaszubowskiego zeszyt nr 4 z serii Mazowieckie Zeszyty Naukowe pt. Irena Kotowicz-Borowy (1952-2017). In memoriam.

## Statuetka im. Ireny Kotowicz-Borowy
Od 2018 r. jury Mazowieckich Zapustów przyznaje nagrodę specjalną - statuetkę im. dr Ireny Kotowicz-Borowy zespołowi, którego program najlepiej odpowiada założeniom konkursu .
Wyróżniono w ten sposób kolejno:
- 2018 – Zespół z Bartnik, gm. Przasnysz.
- 2019 – "Dziady weselne" z Małego Łęcka, gm. Płośnica.
- 2020 – "Alebabki" z Bogatego, gm. Przasnysz.
- 2023 – "Alebabki" z Bogatego, gm. Przasnysz.
- 2024 – "Dziady weselne" z Małego Łęcka, gm. Płośnica.